# Mirjam Hostetmann

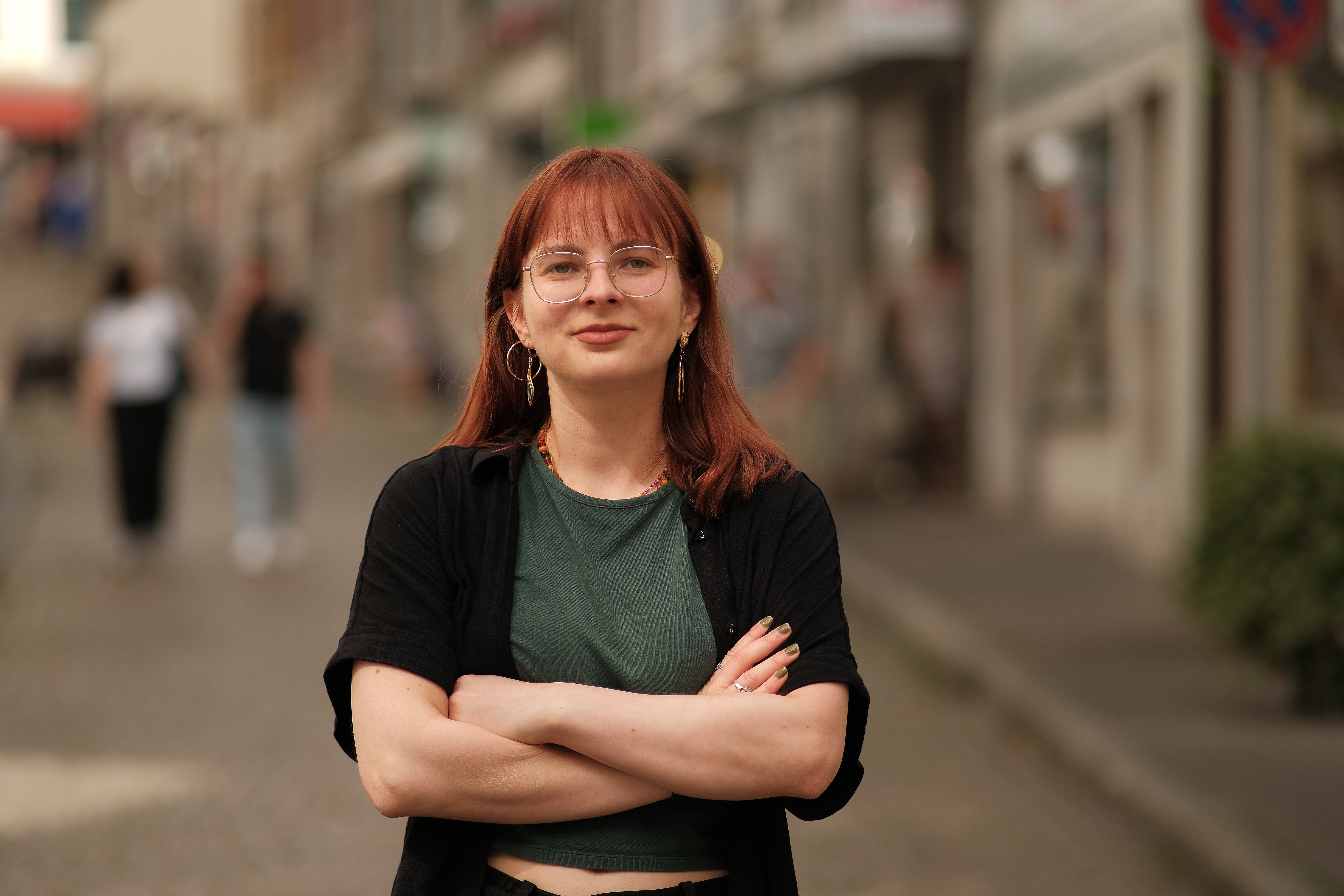
Mirjam Hostetmann (2024)

Mirjam Hostetmann (* 18. November 1999) ist eine Schweizer Politikerin (Juso/SP). Seit Juni 2024 präsidiert sie die Jungsozialist*innen Schweiz (Juso).

## Leben
Hostetmann wuchs in Sarnen im Kanton Obwalden auf und absolvierte 2020 die Matura an der Kantonsschule Musegg in Luzern. Entgegen früheren Plänen, Rechtswissenschaften zu studieren, begann sie 2020 ihr Studium in Geschichte und Germanistik an der Universität Bern.

## Politik
Politisiert wurde Hostetmann durch die konservative Politik des Kantons Obwalden. Die drohende Schliessung ihrer Kantonsschule war dabei ein Schlüsselerlebnis. Ihre politische Karriere startete sie bei der Christlichsozialen Partei Obwalden (CSP). Dort kandidierte sie 2018 für den Kantonsrat. Noch 2018 wechselte sie zu den Jungsozialist*innen Schweiz und präsidierte von 2018 bis 2022 die Juso Kanton Obwalden.
2019 begann sie sich im Schweizer Klimastreik zu engagieren und kandidierte als einzige linke Kandidatin im Kanton Obwalden erfolglos für den Nationalrat.
Im April 2022 wurde sie in die Geschäftsleitung der Juso Schweiz gewählt. Im November des gleichen Jahres löste sie Mia Jenni als Vize-Präsidentin der Partei ab.
2024 kandidierte Hostetmann als Nachfolgerin von Nicola Siegrist für das Präsidium der Juso Schweiz. Im Juni 2024 gewann sie an einer ausserordentlichen Jahresversammlung in Solothurn die Wahl gegen Jakub Walczak aus der Stadt Bern. Seit dann präsidiert sie die Jungpartei und ist Vizepräsidentin der SP Schweiz.